# Fearless Bruisers
Die Fearless Bruisers sind ein Roller-Derby-Verein aus Innsbruck. Der Verein wurde 2016 gegründet. Sechs Mal gewannen die Innsbruckerinnen die österreichische Vizemeisterschaft, jeweils hinter Vienna Roller Derby. Zudem absolviert der Verein regelmäßig internationale Scrimmages (Freundschaftsspiele). Die Heimspiele werden im Tiroler Landessportzentrum in Innsbruck ausgetragen.

## Geschichte
Der Verein wurde 2016 im Rahmen von TKI open gegründet, einem jährlichen Förderprogramm der Tiroler Kulturinitiativen (TKI), das 2016 unter dem Motto „FEMINISMUS reloaded“ stattfand und die Gründung der Fearless Bruisers subventionierte. Die Gründungsmitglieder betonten von Beginn an den gesellschaftspolitischen Aspekt des Vereins. Ziel sei es, „diesen queerfeministischen Körperkontakt-Sport auf Rollschuhen nach Innsbruck zu bringen und konventionelle Vorstellungen von Weiblichkeit stark, mutig und selbstbestimmt aus dem Weg zu rempeln“. Die Fearless Bruisers verstehen sich als queer-feministisch und positionieren sich gegen Diskriminierung, Rassismus und Homophobie. Der emanzipatorische und inklusive Anspruch ist auch in den offiziellen Statuten der Women’s Flat Track Roller Derby Association (WFTDA) verankert, nach deren Regeln die Fearless Bruisers spielen.
2017 konnten erste Freundschaftsspiele, sogenannte Scrimmages, organisiert werden. Diese sind für die Fearless Bruisers von zentraler Bedeutung, da es in Österreich keine nationale Liga und also keinen regelmäßigen Spielbetrieb gibt (wohl aber gibt es Meisterschaften in Turnierform). Am 22. April 2017 gastierten die Alp’n Rockets Bozen, Dust City Rollers Graz und Municorns München auf Einladung der Bruisers in Innsbruck. Während sich Bozen gegen München behaupten konnte, gewannen die Fearless Bruisers das erste Spiel der Vereinsgeschichte gegen Graz mit 213:114.
Bereits im Dezember 2017 nahmen die Bruisers bei den ersten österreichischen Meisterschaften teil. Die Vorrundenspiele gegen die Steelcity Rollers aus Linz und Dust City Rollers aus Graz gewannen die Innsbruckerinnen, verloren jedoch das Finale in Wien gegen Vienna Roller Derby und wurden Vizemeister. Bei der Meisterschaft 2018 standen die Bruisers erneut den übermächtigen Wienerinnen im Finale gegenüber und verteidigten mit einer 417:20-Niederlage die Vizemeisterschaft. 2019 waren die Innsbruckerinnen Gastgeberinnen der österreichischen Meisterschaft. Beim Turnier im Landessportzentrum qualifizierten sich die Fearless Bruisers zum dritten Mal in Folge für das Finale, welches erneut von Vienna Roller Derby gewonnen wurde. Zwischen den Meisterschaften absolvierte das Team regelmäßig internationale Scrimmages, etwa in Frankreich, Italien und den Niederlanden.
Der Ausbruch der COVID-19-Pandemie brachte Roller Derby Anfang 2020 international nahezu vollständig zum Erliegen, und die Bruisers absolvierten zwischen Februar 2020 und April 2022 nur ein einziges Spiel. Im Juli 2022 fand die vierte österreichische Meisterschaft statt, diesmal in Graz. Die dreijährige Turnierpause änderte nichts an den Verhältnissen im österreichischen Roller Derby: Erneut wurden die Innsbruckerinnen hinter Vienna Roller Derby Vizemeisterinnen, ebenso wie bei den 2023 in Wien und bei den 2024 in Salzburg ausgetragenen Meisterschaften.
Vom 2. bis 6. Juli 2025 richteten die Fearless Bruisers den Roller Derby World Cup in Innsbruck und damit zum ersten Mal in Österreich aus. Mit 49 Teams und 1200 Athletinnen war es der bis dato größte Roller Deby World Cup.

## Struktur
Die Fearless Bruisers bestehen aus einer A- und B-Mannschaft mit insgesamt etwa 30 Spielerinnen und sind wie fast alle Roller-Derby-Teams ein Frauen- bzw. FLINTA*-Team. Das Team kommt ohne eine Trainerin oder einen Trainer aus, die Spielerinnen trainieren sich selbst. Die Trikot- und Vereinsfarben sind Hellblau-Magenta. Wie beim Roller Derby üblich treten die Spielerinnen nicht unter bürgerlichen Namen, sondern unter Spitznamen an, etwa Kickass Karolina, Eve Massive oder Sandy Crush. Die Bruisers werden von einer Cheerleader-Gruppe namens Tierleader unterstützt, die Spiele werden in der Halle live moderiert. Die Vereinshymne ist der Song „Bad Reputation“ von Joan Jett.